# Climacoptera maimanica
Climacoptera maimanica är en amarantväxtart som först beskrevs av Helmut E. Freitag, och fick sitt nu gällande namn av Akhani. Climacoptera maimanica ingår i släktet Climacoptera, och familjen amarantväxter. Inga underarter finns listade i Catalogue of Life.